# Виеситская волость
Вие́ситская волость (латыш. Viesītes pagasts) — одна из двадцати пяти территориальных единиц Екабпилсского края Латвии. Граничит с Саукской, Салской, Селпилсской, Калнской и Элкшнинской волостями своего края и с Залвской, Даудзесской, Сецской и Сунакстской волостями Айзкраукльского края.
Крупнейшими населёнными пунктами волости являются: Экенграве, Варнава, Йодели. Административный центр волости находится в городе Виесите.

## История

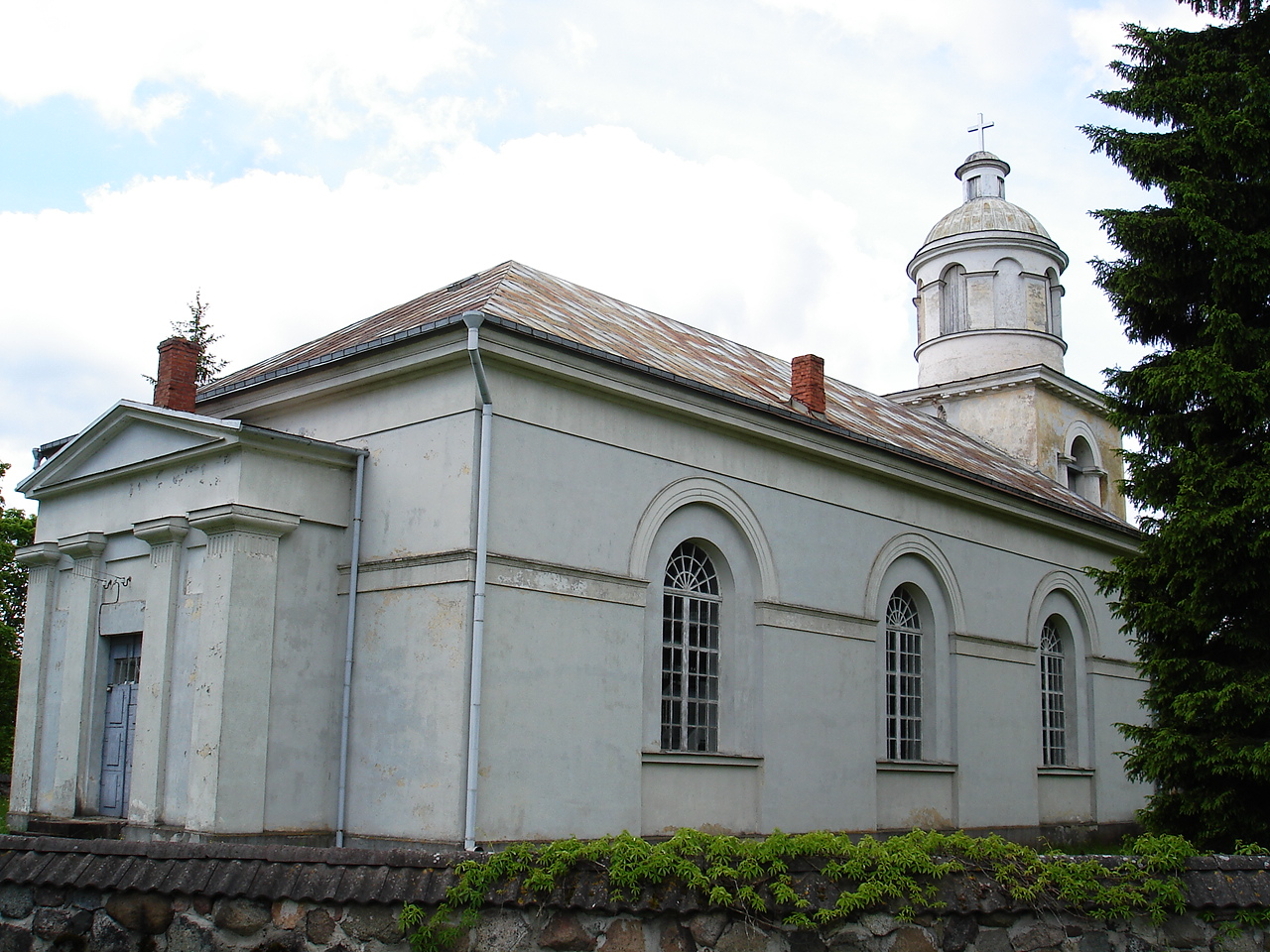
Церковь Сунакстес

До 1925 года называлась Экенграфской волостью. В 1935 году Виеситская волость Екабпилсского уезда занимала площадь 128,2 км², которую населяли 1802 жителя. В 1945 году были созданы Клауцеский и Виеситский сельские советы.
После упразднения Виеситской волости в 1949 году Виеситский сельсовет был включён в состав Неретского района. В 1954 году к Виеситскому сельсовету была присоединена территория упразднённого Клауцеского сельсовета.
В 1956 году упразднённый Виеситский сельсовет на правах сельской территории был присоединён к городу Виесите Екабпилсского района. В 1971 году к Виеситской сельской территории был присоединён совхоз «Виесите», находившийся до того в юрисдикции Варнавского сельсовета. В 1977 и 1990 годах был произведён обмен территориями с Салским сельсоветом.
В 2009 году город Виесите со своей сельской территорией вошёл в состав новообразованного Виеситского края. В 2010 году Виеситская сельская территория была преобразована в Виеситскую волость.
В 2021 году в результате новой административно-территориальной реформы Виеситский край был упразднён, а Виеситская волость была включена в Екабпилсский край.